# Fredmans

Fredmans var en restaurang, konsertscen och musikpub i Uppsala. Under 1990-talet var det en brand i delen med den större scenen. Under kulturnatten var uppträdanden.